# Anzihelus bistriatus
Anzihelus bistriatus – gatunek pluskwiaka z rodziny bezrąbkowatych i podrodziny Mileewinae. Jedyny z monotypowego rodzaju Anzihelus. Znany wyłącznie z Syczuanu.

## Taksonomia
Rodzaj i gatunek opisali po raz pierwszy w 2021 roku Yan Bin i Yang Maofa. Opisu dokonano na podstawie kilkunastu okazów odłowionych w 2016 roku w Rezerwacie przyrody Anzihe w Chongzhou na terenie chińskiej prowincji Syczuan. Nazwę rodzajową ukuto od lokalizacji typowej, zaś epitet gatunkowy bistriatus oznacza po łacinie „dwupasy” i nawiązuje do ubarwienia zwierzęcia. Większość materiału typowego zdeponowano w Instytucie Entomologii Guizhou Daxue, tylko jeden paratyp odesłano do Muzeum Historii Naturalnej w Londynie.

## Morfologia
Piewik o smukłym ciele osiągającym od 5,5 do 6 mm długości i z dominującą barwą jasnożółtą. Głowa jest nieco szersza od przedplecza, w widoku bocznym wyniesiona powyżej jego poziomu. Powierzchnia głowy jest szagrynowana. W widoku grzbietowym przednia krawędź ciemienia jest szeroko zaokrąglona. Twarz ma płytko wklęśnięty frontoklipeus i lekko pośrodku wyniesiony przedustek. Oczy złożone są po bokach rudobrązowe, przyoczka zaś pomarańczowożółte do czerwonych. Tułowiem biegnie para brązowych przepasek, które zaczynają się za oczami i ciągną się przez przedplecze, śródplecze i wewnętrzne brzegi międzykrywek, aż wreszcie przechodzą skośnie do kostalnych brzegów skrzydeł. Przedplecze ma żeberka po bokach. Przednie skrzydło ma przejrzyście brązowawą część tylną, dwie otwarte komórki subapiklane i zakrywkę tak długą jak międzykrywkę. Użyłkowanie tylnego skrzydła odznacza się żyłką radialną tylną osiągającą przedwierzchołkowo przedni brzeg skrzydła. Odnóża przedniej pary mają czarne golenie i stopy.
Genitalia samca mają trójkątny w widoku bocznym pygofor z kilkoma kolcowatymi szczecinkami na brzegu brzuszno-tylnym i krótkim wyrostkiem pośrodku krawędzi brzusznej. Z brzusznej powierzchni tak długiej jak pygofor rurki analnej wychodzi skierowany doogonowo pośrodkowy wyrostek blaszkowaty o rozdwojonym wierzchołku. Długie i wąskie płytki subgenitalne sięgają poza tylny brzeg pygoforu. Walwy zlane są z pygoforem, a Y-kształtna konektywa ma krótkie ramiona. Edeagus jest bocznie spłaszczony, z trzonkiem przewężonym odsiebnie i zaopatrzonym w jeden krótki wyrostek brzuszny i dwa niewiele dłuższe wyrostki grzbietowe położone przedwierzchołkowo. Gonopor umieszczony jest na edeagusie wierzchołkowo.
Genitalia samicy mają siódmy sternit z wypukłą krawędzią tylną, walwule pierwszej pary z wyraźnie wypukłymi krawędziami grzbietowymi i brzusznymi oraz ostrymi wierzchołkami, zaś walwule drugiej pary liściowate z ząbkowanymi brzegami i prawie zaostrzonymi wierzchołkami.